# ポップサーカス
ポップサーカス/POP CIRCUSは、大阪府吹田市に本部を置く日本のサーカス団。
久保田將利により、1996年に設立したサーカス・エンターテイメント集団、及びそれを管理する会社の名称である。
ポップサーカスのポップとは「PURSUIT OF PLEASURE」の頭文字から引用され“楽しさの追求”という意味を持つ。

## 概要
主にサーカスの巡回興行を行っており、一つの公演地での公演は約2ヶ月である。各国のサーカスアーティスト・パフォーマーと契約を行っている。

## 新型コロナウイルス感染症の影響

### ツアー公演を中断
2020年2月15日から4月12日まで栃木県宇都宮市で公演する予定であったが、日本政府の大規模イベント自粛要請を受けて、同年2月27日以降の公演を中止した。世界14か国から集まっている団員は帰国することもできずに宇都宮市の道の駅うつのみや ろまんちっく村で足止めされており、公演再開を待ちながら日々練習を続けている。（一部団員による自主公演や宇都宮グランドホテルのビアガーデンでの特別公演などは開催している。）長期の公演中止は東日本大震災による休止（4か月間）以来2度目であり、新型コロナウイルス感染症による休止は東日本大震災の時よりも長期化した。

### ツアー公演を再開
道の駅うつのみや ろまんちっく村での公演（2023年2月5日 - 4月9日）から3年ぶりにツアー公演を再開した。

## 演目
- Aerial Hoop（エアリアル・フープ）
- 空中ブランコ
- 一丁ブランコ
- ジャグリング
- コントーション（軟体芸）
- バランスボード
- Illusion（イリュージョン）
- クラウン（道化師）の芝居や曲芸
- サーカス リングマスター
- アフリカン ハンド ヴォルテージ
- ハンドtoハンド
- クイックチェンジ
- エアリアル フープ
- デスホイール
- リボンアクロバット
- ハイボウル

## メディア出演・撮影協力

### テレビ
- 衛星放送「ウメ子の夏」 - 2001年9月
- 日本テレビ「ザ・ワイド」 - 2001年春（BSi）
- フジテレビ「情報プレゼンター とくダネ!」 - 2002年1月
- TBS「明智小五郎対怪人二十面相」 - 2002年8月
- TBS「TBSスポーツ年末特番」 - 2003年末 TBS「USO!ジャパン」 - 2003年4月
- NNNドキュメント「サーカス村の家族たち」(2004年7月18日)では、当サーカスのドキュメンタリーが紹介された
- 日本テレビ「24時間テレビ愛は地球を救う」 - 2005年
- TBS「ウメ子」 - 2005年12月
- 毎日放送「芸人が翔ぶ！サーカス挑戦1ヶ月、汗と涙の物語」 - 2006年3月
- 日本テレビ系「ズームイン!!SUPER」 - 2006年4月
- テレビ朝日「笑いの金メダル」 - 2006年6月
- CBCテレビ「イッポウ」 - 2007年7月
- 関西テレビ「ニュースアンカー」 - 2008年3月
- ABC朝日「おはよう朝日です」 - 2008年3月
- 中京テレビ「秒読み」 - 2009年6月
- よみうり「テン」 - 2009年11月
- NHK「ボイス50」 - 2010年6月
- BS日テレ「きずなのチカラ」 - 2010年9月
- 関西テレビ「News アンカー」 - 2011年3月
- テレビ大阪「かがくdeムチャミダス」 - 2012年4月
- 日本テレビ「ZIP!」 - 2012年8月
- CBC「やすだの歩き方」 - 2012年9月
- 日本テレビ「真相報道 バンキシャ!」 - 2012年11月
- テレビ東京「ABChan Zoo - 2013年10月
- 関西テレビ「限界突破！東野チャレンジ塾」 - 2014年3月
- ソニー「αシリーズ撮影ギャラリー」 - 2015年
- TBS「所さんのニッポンの出番」 - 2016年4月
- 東映テレビ「劇場版 動物戦隊ジュウオウジャー ドキドキサーカスパニック!」 - 2016年6月
- Abema TV「アマチアス　シーズン5」 - 2016年9月
- 読売テレビ「衝撃のアノ人に会ってみた」 - 2017年3月
- 読売テレビ「大阪ほんわかテレビ」 - 2017年4月
- NHK「てれまさむね」 - 2017年11月
- NHK「みいつけた！」 - 2018年1月
- NHK「ノーナレ」 - 2018年8月
- TBS 「クレイジージャーニー」 -2024年11月

### その他
- 文化出版局「ハイファッション」 - 2002年7,8月号
- 音楽情報誌「WHAT's IN?」（ソニー・マガジンズ）2006年12月号の特集「ポルノグラフィティ ロックンロールサーカス」
- 光文社「Gainer」 - 2013年9月
- 読売新聞 風景2016 仕事に向き合った1人1人 - 2016年12月
- 産経新聞 コラム 家族がいてもいなくても(483) - 2017年1月